# Hendrik IV de Trouwe
Hendrik IV van Sagan bijgenaamd de Trouwe (circa 1292 - Sagan, 22 januari 1342) was van 1309 tot 1342 hertog van Sagan, van 1309 tot 1317 heerser over verschillende delen van Groot-Polen en van 1318 tot 1321 samen met zijn jongste broer Przemko II hertog van Glogau. Hij behoorde tot de Silezische tak van het huis Piasten.

## Levensloop
Hendrik IV was de oudste zoon van hertog Hendrik III van Glogau en Mathilde van Brunswijk-Lüneburg, dochter van hertog Albrecht I van Brunswijk-Lüneburg.
Al vanaf jonge leeftijd werd Hendrik door zijn vader ingewijd in politieke zaken. Zo werd hij in 1296 door zijn vader meegenomen naar de vredesonderhandelingen met hertog Wladislaus de Korte van Koejavië in Kriewen. De jonge prins speelde zelfs een belangrijke rol bij deze vergadering: hij werd namelijk door Wladislaus de Korte benoemd tot erfopvolger van het hertogdom Posen indien Wladislaus zonder mannelijke nakomelingen zou sterven. Ook moest Wladislaus de Korte de erfopvolging van de nakomelingen van Hendrik III over het volledige hertogdom Glogau accepteren. 
In december 1309 overleed Hendrik III, waarna zijn vijf zonen zijn domeinen erfden op het hertogdom Glogau na, dat naar zijn weduwe Mathilde ging. Hoewel Hendrik IV toen zeventien jaar oud was en volgens de tradities binnen het huis Piasten al zelfstandig mocht regeren, werd hij samen met zijn vier jongere broers tot in 1312 onder het regentschap van zijn moeder geplaatst.
Toen Hendrik IV in 1312 zelfstandig begon te regeren, maakte hij een eerste verdeling van het hertogdom Glogau. De oostelijke gebieden met de steden Oels, Kreuzburg, Kalisz en Gniezno gingen naar zijn twee jongere broers Koenraad I en Bolesław, terwijl Hendrik IV en zijn jongste broer Jan en Przemko II Groot-Polen en de steden Sagan en Steinau behielden. 
In het begin van hun regering kenden de hertogen van Glogau een moeilijke politieke situatie doordat Wladislaus de Korte de erfenis van volledig Groot-Polen opeiste. Om een tegengewicht tegen hun politieke vijanden te vinden, beslisten de broers om goede relaties met de markgraven van Brandenburg op te bouwen. Als garantie voor deze goede relaties huwde Hendrik IV in 1310 zelfs met Mathilde, de dochter van markgraaf Herman van Brandenburg. 
In Groot-Polen heerste er grote ontevredenheid over de regering van de vijf broers en deze draaide in 1310 uit op een revolutie. Toch slaagde Hendrik IV erin om zijn regering te handhaven, maar de situatie verslechterde toen de broers in 1312 door de aartsbisschop van Gniezno en de bisschop van Posen werden geëxcommuniceerd. In 1313 raakte Wladislaus de Korte rechtstreeks bij het conflict betrokken en in 1314 verwierf hij bijna volledig de controle over Groot-Polen. Hendrik IV en zijn broers behielden nog een kleine fractie van Groot-Polen nabij de Obrarivier, maar ook dit gebied ging in 1332 verloren. De vijf broers deden niettemin verschillende diplomatieke of militaire pogingen om Groot-Polen terug te krijgen, maar zonder succes. Ook sloten ze verschillende ongunstige verdragen met de markgraven van Brandenburg om hun militaire hulp te bekomen. De uitsterving van het huis Ascaniërs in 1320, betekende echter het einde van de alliantie met Brandenburg.
Ook hadden Hendrik V en zijn broers een alliantie met de hertogen van Liegnitz, maar die bleek weinig succesvol. In de periode 1312-1317 kwam het zelfs tot een oorlog tussen de hertogen van Glogau en die van Liegnitz, die op 8 januari 1317 met een vredesverdrag werd beëindigd. Hierbij moesten de hertogen van Glogau het gebied tussen de Oderrivier en de stad Wohlau aan de hertogen van Liegnitz afstaan.
In 1318 overleed zijn moeder Mathilde, waarna Hendrik IV en zijn jongste broer Przemko II het hertogdom Glogau erfden. Drie jaar later, in 1321, verdeelden Hendrik IV en zijn jongste broers Jan en Przemko hun gezamenlijke gebieden. Hierbij kreeg Przemko II het hertogdom Glogau, gingen de districten Steinau en Lubin naar Jan en behield Hendrik IV het district Sagan. 
In 1322 sloten Hendrik IV en zijn broers zich aan bij een coalitie van verschillende hertogen van Silezië tegen Wladislaus de Korte, die inmiddels koning van Polen was geworden. Dit betekende echter alleen een verzwakking voor de macht van de hertogen van Glogau. Toen er een interventie van keizer Lodewijk IV dreigde, probeerde Hendrik IV dit te verhinderen door zijn gebieden in 1323 onder de bescherming van de Heilige Stoel te plaatsen. Om gebiedsverlies tegen te gaan als hij zonder mannelijke nakomelingen zou sterven, sloot Hendrik IV op 29 juli 1326 een erfverdrag met zijn broers Jan en Przemko II. Hierbij zouden beide broers de gebieden van Hendrik IV erven als hij zonder mannelijke nakomelingen zou sterven. Hetzelfde zou gebeuren als Jan of Przemko II zonder mannelijke nakomelingen zouden sterven. Dit was een poging om de eenheid van het hertogdom Glogau te bewaren.
Vanaf 1327 veranderde de politieke situatie in Silezië grotendeels: zo werden verschillende Silezische hertogen vazallen van koning Jan de Blinde van Bohemen, die op die manier politieke invloed in Silezië verwierf. In 1329 dwong hij Hendrik IV en zijn broers om zijn vazallen te worden. Hendrik IV en drie van zijn broers gingen hierop in, behalve Przemko II. Met de steun van Jan de Blinde probeerde Hendrik IV vervolgens zonder veel succes om de erfenis van het huis Ascaniërs in Brandenburg op te eisen.
In 1331 overleed zijn jongste broer Przemko II zonder mannelijke nakomelingen, waarna zijn hertogdom als gevolg van het verdrag van 1326 onderling verdeeld werd tussen Hendrik IV en zijn broer Jan. Koning Jan de Blinde was hier echter niet mee akkoord, viel het hertogdom Glogau binnen en ontnam de twee broers hun erfenis. Om steun te vinden voor zijn actie, verkocht Jan de Blinde de helft van het hertogdom Glogau aan hertog Jan van Steinau. 
Om te verhinderen dat Jan het hertogdom Steinau aan de Boheemse koning zou verkopen, sloten Hendrik IV, Koenraad I en Jan op 25 juli 1334 een akkoord. Hierbij mocht Jan geen enkel deel van Steinau verkopen zonder de toestemming van zijn twee oudere broers. Toen zijn twee broers overleden waren, verkocht Jan alsnog het hertogdom Steinau aan de Boheemse koning. Op 30 april 1341 kreeg Hendrik IV van Jan de stad Fraustadt.
In januari 1342 overleed Hendrik IV en hij werd daarna bijgezet in de Augustijnenkerk van Sagan.

## Huwelijk en nakomelingen
Op 5 januari 1310 huwde Hendrik met Mathilde van Brandenburg (1296-1329), dochter van markgraaf Herman van Brandenburg. Ze kregen volgende kinderen:
- Hedwig (1316-1348), abdis in het klooster van Trebnitz
- Hendrik V (1319-1369), hertog van Sagan
- Salomea (circa 1320 - na 1359), huwde in 1335 met Hendrik II Reuss, voogd van Plauen
- Agnes (1321-1362), huwde in 1332 met hertog Leszek van Ratibor en in 1341 met hertog Lodewijk I van Brieg